# Champdolent
Champdolent ist eine französische Gemeinde mit 419 Einwohnern (Stand: 1. Januar 2022) im Département Charente-Maritime in der Region Nouvelle-Aquitaine (vor 2016: Poitou-Charentes); sie gehört zum Arrondissement Saint-Jean-d’Angély und zum Kanton Saint-Jean-d’Angély. Die Einwohner werden Champdoloriciens und Champdoloriciennes genannt.

## Geographie
Champdolent liegt an der unteren Boutonne, etwa 40 Kilometer südöstlich von La Rochelle. Umgeben wird Champdolent von den Nachbargemeinden Lussant im Nordwesten und Norden, Saint-Coutant-le-Grand im Norden, Puy-du-Lac im Norden und Nordosten, Archingeay im Nordosten und Osten, Saint-Savinien im Südosten, Bords im Süden sowie Cabariot im Westen.
Durch die Gemeinde führt die Autoroute A837.

## Bevölkerungsentwicklung
| Jahr                       | 1962 | 1968 | 1975 | 1982 | 1990 | 1999 | 2006 | 2019 |
| Einwohner                  | 366  | 375  | 332  | 299  | 328  | 372  | 381  | 408  |
| Quellen: Cassini und INSEE |      |      |      |      |      |      |      |      |

## Sehenswürdigkeiten
- Kirche Saint-Pierre aus dem 12. Jahrhundert, Langhaus und Kirchturm aus dem 15. Jahrhundert, seit 1925 als Monument historique eingeschrieben

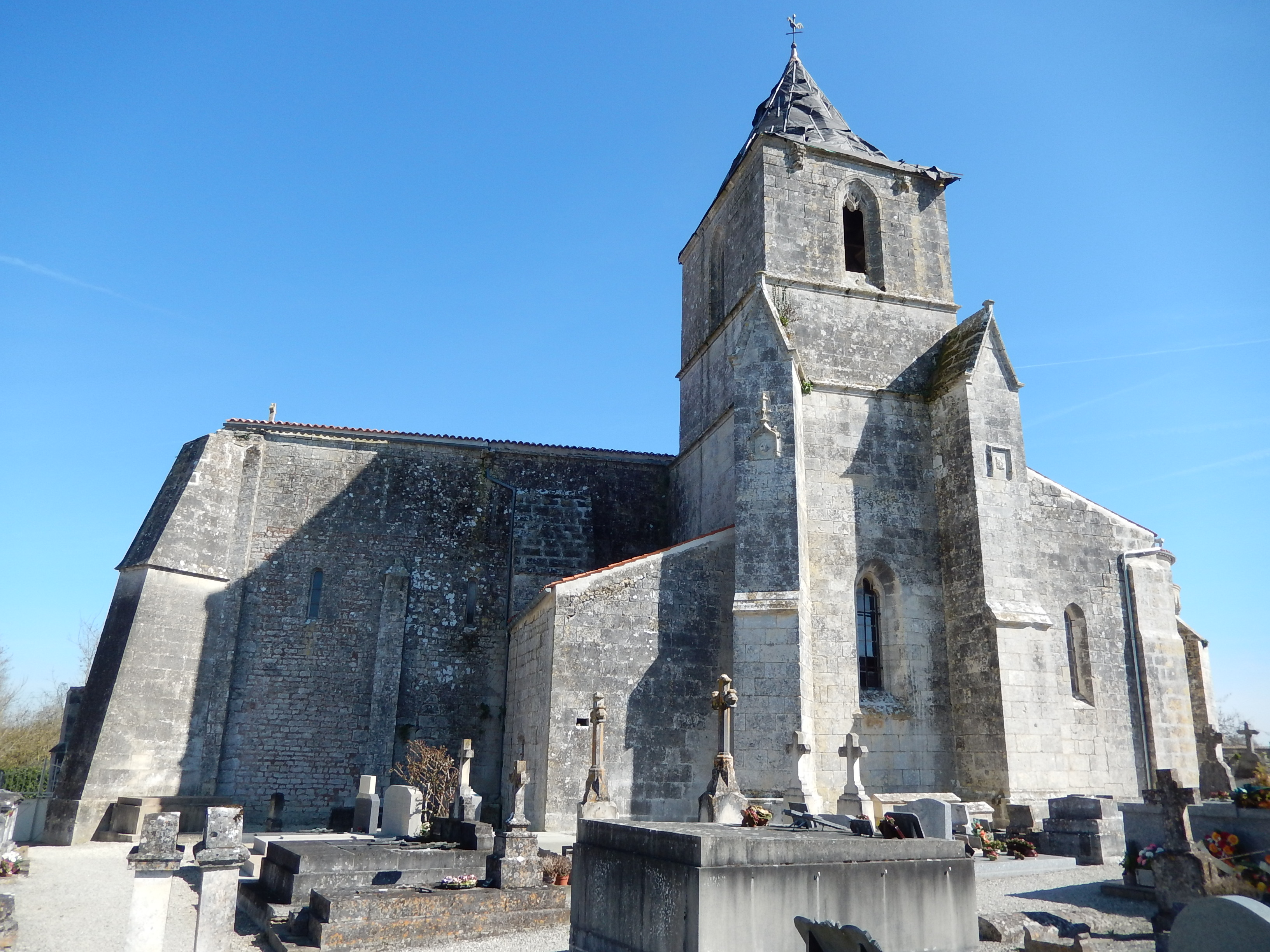
Kirche Saint-Pierre

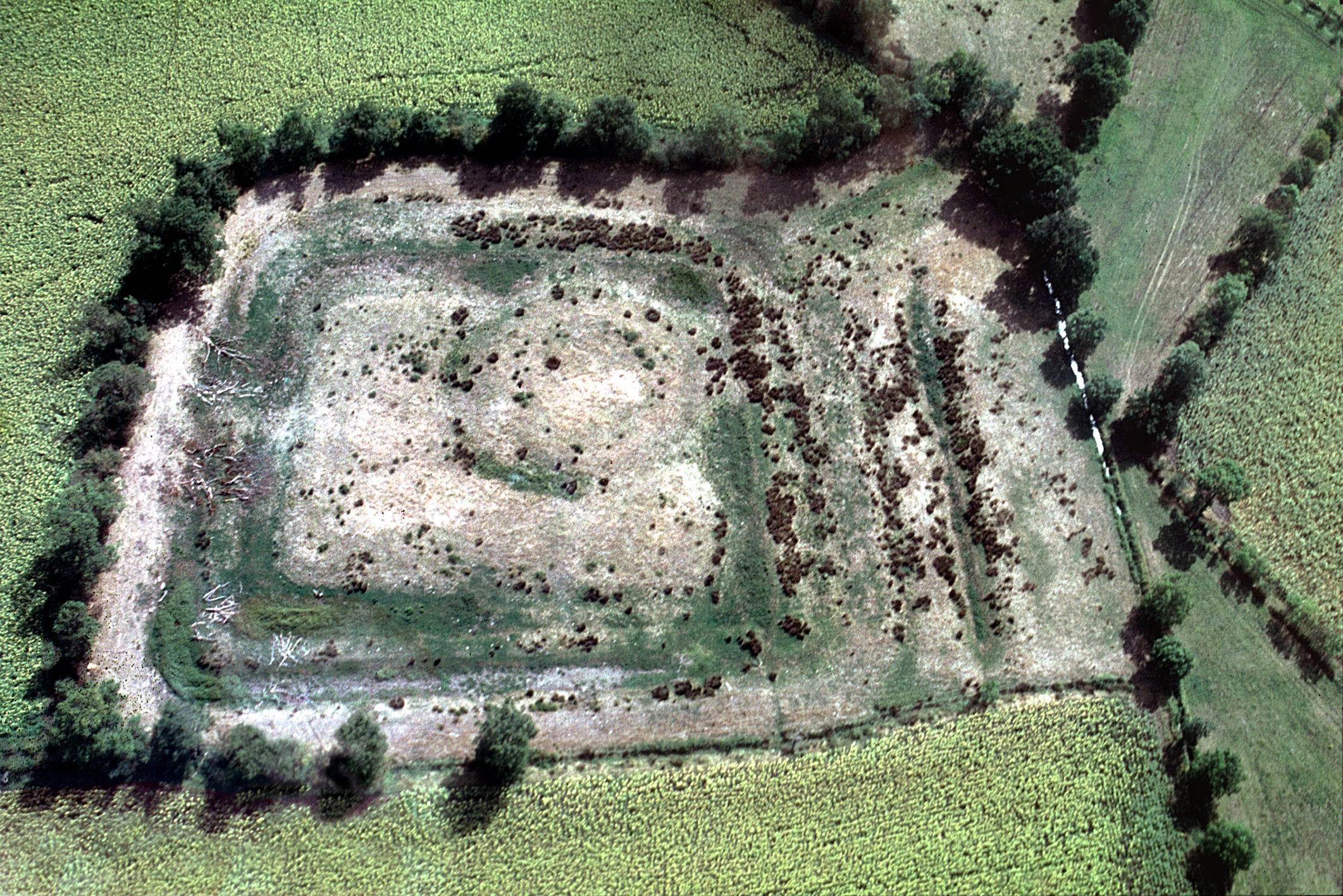
Luftaufnahme des ehemaligen Burgstandortes

- Schloss Champdolent